# Rebecka Fallenkvist
Rebecka Fallenkvist (nacida Rebecka Neagu; nacida el 2 de mayo de 1996) es una personalidad de los medios y política sueca, miembro de los Demócratas de Suecia.

## Primeros años y educación
Fallenkvist creció en Kristianstad. Sus padres eran refugiados de Rumania que emigraron a Suecia en la década de 1980. Tiene una licenciatura en administración de empresas internacionales de la Universidad Linneo.

## Carrera política
En 2018, participó activamente en Ungsvenskarna SDU («Jóvenes Suecos SDU»), el ala juvenil de los Demócratas de Suecia, y desde entonces ha ocupado varios puestos de confianza dentro del partido, incluyendo como ómbudsman y portavoz de política económica.
Desde 2020, ha sido presentadora recurrente de un programa de noticias en el canal de YouTube de Riks, el canal propiedad de los Demócratas de Suecia. Desde las elecciones regionales en Suecia en 2022, ha sido miembro por los Demócratas de Suecia en la Región de Estocolmo.

### Controversias
Después de la noche de las elecciones de 2022, Fallenkvist recibió la atención de los medios cuando, en un video publicado en el sitio de redes sociales sueco Samnytt, extendió su brazo izquierdo y dijo «Helg seger» («Victoria del fin de semana»), algo que se vio como una posible alusión al saludo nazi Sieg Heil (que en sueco se pronuncia «Hell seger»).
El 15 de octubre del mismo año, Fallenkvist fue destituida de su cargo en Riks por los líderes del partido, luego de que el día anterior hubiera descrito a Ana Frank como «inmoral» y «cachonda por ella misma» en una publicación en Instagram. La declaración fue criticada, entre otros, por el Consejo Central Judío, la Federación Juvenil Judía y el embajador de Israel en Suecia. En declaraciones a Expressen, Fallenkvist explicó que a través de su comentario «quería resaltar la naturaleza buena y humana de Anne, no minimizar el mal al que fue sometida».